# Sit de Socotra
El sit de Socotra (Emberiza socotrana) és un ocell de la família dels emberízids (Emberizidae).

## Hàbitat i distribució
Habita el camp obert àrid, a les muntanyes de l'illa de Socotra.